# The Strength / The Sound / The Songs
The Strength / The Sound / The Songs er det første album fra det danske heavy metal-band Volbeat, som blev udgivet den 26. september 2005 via Rebel Monster Records.
Flere af albummets sange kommer fra demoen Beat the Meat, der udkom i 2003.
The Strength / The Sound / The Songs nåede som det første heavy metalalbum i 20 år ind på Hitlistens top 20 med en topplacering som #18, og det solgte guld i Danmark. Musikkritikerne roste ligeledes debutalbummeet.

## Baggrund
Alle tekster er skrevet af Michael Poulsen. Musikken af skrevet af Poulsen sammen med resten af Volbeat. Dog er "I Only Wanna Be with You" skrevet af Mike Hawker og Ivor Raymonde, og det er en coverversion af et Dusty Springfield-hit fra 1963. Efter indspilningen af bandets anden demo Beat the Meat forlod den tidligere guitarist Teddy Vang bandet i 2003, og blev erstattet med Franz "Hellboss" Gottschalk, der ligesom Vang havde været medlem af Poulsen tidligere heavy metalband Dominus. Michael Poulsen og Jon Larsen startede med at spille sangene i et øverum, og da resten af bandet begejstret hørte dem spillede de dem sammen.
Sangene "Fire Song" og "Danny & Lucy (11pm)" omhandler et ungt par. Danny er 28 år og stofmisbruger, og hans kæreste, Lucy, er 16 år. I den første sang løber Lucy hjemmefra og bliver samlet op af kæresten i hans bil. I den anden sang bliver de begge dræbt i et trafikuheld. Fortællingen fortsætter på det følgende album Rock the Rebel / Metal the Devil (2007) med sangen "Mr & Mrs Ness", der er Lucys forældre, og herefter på Guitar Gangsters & Cadillac Blood (2008) i sangen "Mary Ann's Place". Teksten til "Caroline #1" består udelukkende at Elvis Presleys sangtitler, og er baseret på Presleys sang "Sweet Caroline". Elvis var er et af Poulsens store idoler, og sangen er en hyldest til ham. Sangen "Always. Wu" skrev Poulsen til en ven, som næsten døde af cancer.
Ifølge Poulsen har albumtitlen ingen dybere mening. The strength står for det hårde arbejde bandet lagde for dagen. The sound står for at Volbeat har fundet sin lyd, og "The songs" står for at lyttere kan synge med på sangene.

## Produktion
Albummet blev indspillet den 17.-28. juli 2004 i Hansen Studios i Ribe med Jacob Hansen som producer. Sangene "Pool of Booze, Booze, Booza", "Soulweeper", "Danny & Lucy (11pm)" og "Alienized" stammer fra bandets demo Beat the Meat, der blev indspillet i samme studie i august 2003. Dog var flere af titlerne blevet ændret fra demoen til debutalbummet, således var "Another Day" blevet til "Another Day, Another Way", "Pool of Booze" blev til "Pool of Booze, Booze, Booza" og "Danny & Lucy" fik tilføjet "(11 pm)" til titlen. Kun "Soulweeper" og "Alienized" beholdt de originale titler. Alle sangene blev dog genindspillet til The Strength / The Sound / The Songs. Den sjette sang fra demoen, "Boa" blev udgivet på Rock the Rebel / Metal the Devil i 2007 under navnet "Boa [JDM]".
Oprindeligt skulle albummet have heddet Rebel Monster og være udgivet 1. november 2004 af New Aeon Media, der er et underlabel fra Karmageddon Media. Bandet endte dog med at udgive det på Rebel Monster Records, der er et underlabel af Mascot Records. Rebel Monster Records er opkaldt efter den eponyme sang "Rebel Monster" fra albummet.
Albummet blev genudgivet i USA af Mascot Records i 2009.

## Spor
1. "Caroline Leaving" (Caroline del to) – 3:14
2. "Another Day, Another Way" – 3:03
3. "Something Else Or..." – 4:08
4. "Rebel Monster" – 2:54
5. "Pool of Booze, Booze, Booza" – 3:38
6. "Always. Wu" – 2:33
7. "Say Your Number" – 4:42
8. "Soulweeper" – 3:39
9. "Firesong" (Danny & Lucy revisited) – 4:20
10. "Danny & Lucy" (11 pm) – 2:51
11. "Caroline #1" (Del 1) – 4:13
12. "Alienized" – 4:07
13. "I Only Wanna Be with You" (Dusty Springfield cover) – 2:44
14. "Everything's Still Fine" – 3:20
15. "Healing Subconsciously" – 5:37

## Medvirkende
- Michael Poulsen - vokal og guitar
- Franz "Hellboss" Gottschalk - guitar
- Anders Kjølholm - bas
- Jon Larsen - trommer

## Modtagelse
GAFFAs anmelder kaldet albummet en "stærk debut" og nævnte "Caroline Leaving", "Another Day, Another Way", "Always. Wu" og "Soulweeper" som højdepunkterne på pladen. Anmelderen skrev dog at de ældre sange "Pool Of Booze, Booze, Booza" og "Caroline #1" ikke helt kunne "stå distancen sammenlignet med førnævnte sange". Omvendt fremhævede Soundvenues anmelder Kristian Schou "Pool Of Booze, Booze, Booza", "Caroline Leaving" og "Danny & Lucy (11 pm)" som nogle af de bedste numre. Han kaldte musikken for en "uforskammet catchy fusion af metal hardcore og klassisk rock n’ roll", men kommenterede også at der ikke var "megen stilmæssig variation". Heavymetal.dks anmelder skrev også, at man savnede "nye musikalske græsgange at betræde", men gav 8/10 point.
Frank Albrecht fra det tyske musikmagasin Rock Hard skrev at albummet tog en "med på en rejse man aldrig ønskede at vende tilbage fra" og at der var "tonsvis af harmonier der gav gåsehud og tekster der ramte i hjertet". Han gav albummet topkarakteren 10. Sputnikmusics anmelder skrev at man "enten ville være udmattet eller være sulten efter mere", når albummet var slut og gav fire ud af fem point.
The Strength / The Sound / The Songs solgte ved udgivelsen 5.000 eksemplarer i Danmark og nåede en topplacering som #18 på Hitlistens albumhitlitliste. Dette var første gang i 20 år, at et dansk hard rock- eller heavy metalband nåede ind i top 20. Albummet nåede i alt 21 uger på listen. I Østrig nåede albummet #55 og var på albumhitlisten i to uger. I april 2008 havde albummet solgt guld i Danmark, hvilket svarer til 7.500 eksemplarer.
Ved Danish Metal Awards 2005 blev Volbeat nomineret til "Metal album of the year", "Metal debut album of the year", "Metal album cover of the year" og "Årets liveband". Bandet vandt for "Årets Debutalbum". De tre store aviser Berlingske, Politiken og Jyllands-Posten havde alle The Strength / The Sound / The Songs med blandt de ti bedst album fra 2005.